# 舞者之星
《舞者之星》是由韩国CRENOVA Corporation制作，在中国大陆由华立科技发行的街机音乐游戏，游戏内的部分歌曲由AOMUSIC提供。

## 开发
2010年9月韩国CRENOVA和华立科技签订Dance Core合同，2011年8月在广州电子游戏国际产业展上展出
2012年初发行